# Szachtar Chrustalnyj
Szachtar Chrustalnyj (ukr. Футбольний клуб «Шахтар» Хрустальний, Futbolnyj Kłub "Szachtar" Chrustalnyj) – ukraiński klub piłkarski z siedzibą w Chrustalnym, w obwodzie ługańskim.

## Historia
Chronologia nazw:
- 19??—19??: Stachanoweć Krasnyj Łucz (ukr. «Стахановець» Красний Луч)
- 19??—2016: Szachtar Krasnyj Łucz (ukr. «Шахтар» Красний Луч)
- 2016—...: Szachtar Chrustalnyj (ukr. «Шахтар» Хрустальний)

Drużyna piłkarska Stachanoweć Krasnyj Łucz została założona w mieście Krasnyj Łucz w XX wieku. W 1938 zespół debiutował w rozgrywkach Pucharu ZSRR. Potem występował w rozgrywkach mistrzostw i Pucharu obwodu woroszyłowgradskiego. W 1965 pod nazwą Szachtar Krasnyj Łucz debiutował w Klasie B, 3 strefie ukraińskiej Mistrzostw ZSRR oraz w rozgrywkach Pucharu ZSRR. W 1970 w wyniku reorganizacji systemu lig ZSRR został zdeklasowany w rozgrywkach. W Klasie B, 1 strefie ukraińskiej najpierw zajął 12 miejsce, a potem w turnieju finałowym 25 miejsce i pożegnał się z rozgrywkami na szczeblu profesjonalnym. Potem kontynuował występy w rozgrywkach Mistrzostw i Pucharu obwodu.
Od początku rozgrywek w niezależnej Ukrainie drużyna dalej występuje w rozgrywkach Mistrzostw i Pucharu obwodu ługańskiego.
W maju 2016 w związku ze zmianą nazwy miasta na Chrustalnyj również zmienił nazwę na Szachtar Chrustalnyj.

## Sukcesy
- Klasa B, 2 strefa ukraińska:

11 miejsce: 1967
- Puchar ZSRR:

1/256 finału: 1938